# Пахаренко Василь Іванович
Василь Іванович Пахаренко — український літературознавець, поет, перекладач, публіцист, доктор філологічних наук, професор кафедри української літератури та компаративістики Черкаського національного університету імені Богдана Хмельницького.

## Життєпис
Народився 12 травня 1964 року в с. Червона Слобода Черкаського району у сім'ї колгоспників.
У 1981 році успішно закінчив Червонослобідську середню школу. Захоплювався літературою, пробував своє перо у поезії, відвідував засідання творчої студії при письменницькій спілці.
У 1985 році закінчив Черкаський педагогічний інститут, українське відділення філологічного факультету. Потім працював учителем української мови та літератури у Дубіївській школі Черкаського району.
З 1991 року почав працювати у Черкаському педагогічному інституті викладачем.

## Творчість
В. І. Пахаренко активно співпрацював з газетою «Молодь Черкащини», на сторінках якої надрукував свій перший «проблемний» матеріал — статтю «Колискова наша мова», в якій обстоював права української мови у державі, проблеми її збереження й розвитку.
Відомість Василеві Івановичу принесло талановите і глибоке дослідження «Незбагнений апостол. Нарис світобачення Т. Шевченка» (1993, 2-е, доп.е вид. — 1999), відзначене Дипломом і премією Президії Національної Академії Наук України для молодих учених. У праці автор пропонує свій «ключ» до осмислення світогляду і творчості Т. Г. Шевченка.
Популярністю у студентів користуються книги Василя Пахаренка «Художнє слово. Короткий нарис практичної поетики» (2001), «Українська поетика» (2002), у вчителів — шкільний підручник «Українська література» для 9 класу.
Ґрунтовним доробком Василя Івановича є монографія «Шевченко як геній: природа, своєрідність і стратегії інтеграції геніальності поета», у якій автор досліджує феномен геніальності Тараса Шевченка.
Член товариства «Просвіти» (з 1989 року); член Наукового товариства імені Тараса Шевченка (з 1996 року); член Національної спілки письменників України (з 1994 року).
Пахаренко Василь — член редколегії газети «Українська мова і література», бере діяльну участь у громадсько-політичному житті, очолює обласне відділення Конгресу української інтелігенції.

## Нагороди та відзнаки
У 1994 році Василь Іванович удостоєний Міжнародної української премії імені Дмитра Нитченка та став Лауреатом Міжнародного літературного конкурсу «Гранослов».
У 2006 (2007) році за книги «Віті єдиного древа. Україна Східна і Західна в апокаліпсисі ХХ ст.» та «Як він ішов» (Духовний профіль Василя Симоненка на тлі його доби) Василь Пахаренко став лауреатом обласної літературної премії імені Василя Симоненка.
Нагороджений знаком «Відмінник освіти України».
Указом Президента України № 336/2016 від 19 серпня 2016 року нагороджений ювілейною медаллю «25 років незалежності України».

## Книги
- Пахаренко, В. Українська поетика / Василь Пахаренко; (ред. Н. А. Пахаренко). — Вид. 3-тє, доп. — Черкаси: Відлуння-Плюс, 2009. — 403 с. : іл.
- Пахаренко, В. Шкільне шевченкознавство: навч. посіб. / Василь Пахаренко. — Черкаси: Брама-Україна, 2007. — 255 с. : іл.
- Пахаренко, В. Начерк Шевченкової етики / Василь Пахаренко. — Черкаси: Брама-Україна, 2007. — 208 с.
- Пахаренко, В. Віті єдиного древа: (Україна Східна і Західна в апокаліпсисі ХХ ст.) / Василь Пахаренко. — Черкаси: Брама-Україна, 2005. — 304 с.
- Пахаренко, В. Як він ішов… Духовний профіль Василя Симоненка на тлі його доби: літературозн. есей / Василь Пахаренко. — Черкаси: Брама-Україна, 2004. — 52 с.
- Пахаренко, В. Поєдинок з Левіяфаном: міт. і псевдоміт. в українській літературі 20-х років / Василь Пахаренко. — Черкаси: Брама-Україна, 1999. — 192 с.
- Пахаренко, В. Незбагненний апостол: світобачення Шевченка / Василь Пахаренко. — Вид. 2-ге, доп. — Черкаси: Брама-ІСУЕП, 1999. — 296 с.
- Пахаренко, В. Слово, що здолало смерть: укр. нар. творчість про Голодомор / Василь Пахаренко. — Черкаси: Відлуння, 1998. — 28 с.
- Пахаренко, В. Твори / Василь Пахаренко // Письменники Черкащини: вибр. твори. — Черкаси, 2007. — Т. 2. — С. 118—146.
- Пахаренко, В. Василь Пахаренко // Криничка: антол. творів письм. Черкащини для дітей та юнацтва: [у 2т.]. — Черкаси, 2009. — Т. 2. — С. 316—321.